# Bertsa
Bertsa is een geslacht van wantsen uit de familie van de Miridae (Blindwantsen). Het geslacht werd voor het eerst wetenschappelijk beschreven door George Willis Kirkaldy in 1904.

## Soorten
Het genus bevat de volgende soorten:

- Bertsa cruzi (Usinger, 1946)
- Bertsa kusaiensis (Carvalho, 1956)
- Bertsa lankana (Kirby, 1891)
- Bertsa major L.Y. Zheng, 2004
- Bertsa rotaensis (Carvalho, 1956)